# AllAfrica.com
AllAfrica ist eine Webseite, die hauptsächlich auf dem afrikanischen Kontinent produzierte Nachrichten über alle Bereiche des afrikanischen Lebens, der Politik, verschiedener Themen und der Kultur zusammenfasst. Sie ist sowohl in Englisch als auch in Französisch verfügbar und wird von AllAfrica Global Media produziert, die Büros in Kapstadt, Dakar, Lagos, Monrovia, Nairobi und Washington, D.C. unterhält. AllAfrica ist der Nachfolger des African News Service.

## Aufbau
Die aktuellen Nachrichten und die archivierten Nachrichten, die auf der Website präsentiert werden, sind über Pulldown-Menüs organisierbar; die etwa 1000 Nachrichten, die täglich präsentiert werden, können nach Kategorien und Unterkategorien wie Land, Region und nach Dutzenden von Standardnachrichten-Themen wie Wirtschaftsnachrichten, Sportnachrichten, Kultur, Klima, Militär, NGOs usw. angezeigt werden.
2008 führte AllAfrica ein Kommentarfeld-System für gehostete Beiträge ein.
Der Präsident von AllAfrica Global Media, Amadou Mahtar Ba, ist Mitglied des Internationalen Beirats der Afrikanischen Presseorganisation.